# Eishockey-Landesliga Bayern 1980/81
Die Eishockey-Landesliga Bayern 1980/81 wurde unter dem Dach des Bayerischen Eissportverbandes (BEV) organisiert und war nach der Bayernliga eine der sechsthöchsten Spielklassen im deutschen Eishockey.

## Saisonverlauf
In der 33. Ausspielung dieser bayerischen Landesliga wurde der EHC 80 Nürnberg Meister und Aufsteiger in die Bayernliga 1981/82. Die nachfolgenden Platzierungen belegten der TSV Erding, EV Moosburg und EV Germering, die ebenfalls aufstiegsberechtigt waren. 

### Modus
In der Saison 1980/81 wurde in vier Vorrundengruppen eine Einfachrunde gespielt. Nach der Vorrunde qualifizierten sich fünf Mannschaften für die Meister- und Aufstiegsrunde. Sieger der Runde war bayerischer Landesligameister und Aufsteiger. Auch die Plätze zwei bis vier haben sich für die Bayernliga 1981/82 qualifiziert.

## Teilnehmer
Nicht mehr dabei waren die Auf- und Absteiger der Vorsaison. Neu hinzukamen die Absteiger aus der Bayernliga und die Aufsteiger aus der bayerischen Kreisliga.

### Meister- und Aufstiegsrunde
|    | Mannschaft      | Spiele | Tore  | Diff. | Punkte |
| -- | --------------- | ------ | ----- | ----- | ------ |
| 1. | EHC 80 Nürnberg | 8      | 39:18 | +21   | 13     |
| 2. | TSV Erding      | 8      | 45:28 | +17   | 13     |
| 3. | EV Moosburg     | 8      | 32:32 | 0     | 9      |
| 4. | EV Germering    | 8      | 31:48 | −17   | 4      |
| 5. | ESV Türkheim    | 8      | 28:49 | −21   | 1      |

 BLL-Meister und Aufsteiger  Aufsteiger, (N) = Neu in der Liga